# 天使大学
天使大学（てんしだいがく、英語: Tenshi College）は、北海道札幌市東区北13条東3丁目に本部を置く日本の私立大学。1947年創立、2000年大学設置。

## 概観

### 大学全体
1947年にマリアの宣教者フランシスコ修道会（本部：ローマ）によって創立された札幌天使女子厚生専門学校が起源のカトリック系大学である。全国的にも珍しい看護栄養学部（看護学科・栄養学科）を有し、多数の看護師、保健師、管理栄養士を輩出している。また、日本で唯一の助産師養成のための専門職大学院「助産研究科」を設置し、質・量ともに充実したカリキュラムで助産師のエキスパートを養成している。
看護栄養学部のみの1学部2学科からなる生活科学系と看護系を併せもつ大学である。

### 建学の精神（校訓・理念・学是）
「愛をとおして真理へ」を建学の精神としている。

## 沿革
- 1947年 札幌天使女子厚生専門学校設立
- 1950年 天使厚生短期大学設立
- 1954年 天使厚生短期大学を「天使女子短期大学」に名称変更
- 2000年 天使女子短期大学を共学化、改組し天使大学設立。看護栄養学部を開設。
- 2004年 大学院助産研究科（専門職学位課程）を開設
- 2006年 大学院看護栄養学研究科（看護学専攻・栄養管理学専攻）を開設
- 2008年 大学院看護栄養学研究科 栄養管理学専攻博士後期課程を開設
- 2016年 大学院看護栄養学研究科看護学専攻に保健師コースを開設
- 2024年 藤天使学園発足[1]

## 所在地
- 北海道札幌市東区北13条東3丁目1-30

## 教育および研究

### 組織

#### 学部・学科
- 看護栄養学部
  - 看護学科
  - 栄養学科

#### 大学院
- 助産研究科（専門職大学院）
  - 助産専攻（専門職学位課程）
- 看護栄養学研究科
  - 看護学専攻（修士課程）
    - ホスピス・緩和ケア看護学コース
    - 修士論文コース
      - 公衆衛生看護学コース
      - 精神看護学コース
      - 成人看護学コース

    - 保健師コース

  - 栄養管理学専攻（博士前期課程・博士後期課程）

## 大学関係者と出身者
- 近藤潤子（初代、2000年 - 2010年）
- 丸山知子（2代、2010年 - 2014年）
- 武蔵学（3代、2014年 - 2020年）
- 田畑邦治（4代、2020年 -）